# 12006 Hruschka
12006 Hruschka è un asteroide della fascia principale. Scoperto nel 1996, presenta un'orbita caratterizzata da un semiasse maggiore pari a 3,9853516 UA e da un'eccentricità di 0,0814455, inclinata di 10,27411° rispetto all'eclittica.